# Tour de Pologne 2017 – 5. etap
5. etap kolarskiego wyścigu Tour de Pologne 2017 odbył się 2 sierpnia. Start etapu miał miejsce w Nagawczynie natomiast meta w Rzeszowie. Etap liczył 130 kilometrów.

## Premie
Na 5. etapie były następujące premie:
| Rodzaj | Rodzaj            | Miejscowość       | Kilometry (od startu) | Kilometry (do mety) |
| ------ | ----------------- | ----------------- | --------------------- | ------------------- |
|        | Górska (III kat.) | Lubenia           | 71,4 km               | 58,6 km             |
|        | Górska (II kat.)  | Lubenia           | 79,7 km               | 50,3 km             |
|        | Górska (II kat.)  | Łany              | 96,5 km               | 33,5 km             |
|        | Lotna             | Al. Cieplińskiego | 108,4 km              | 21,6 km             |
|        | Górska (II kat.)  | Łany              | 119,4 km              | 10,6 km             |

### Wyniki
| Górska – Lubenia |                |        |        |
| Miejsce          | Zawodnik       | Zespół | Punkty |
| 1.               | Maxime Monfort | LTS    | 3      |
| 2.               | Antwan Tolhoek | LTJ    | 2      |
| 3.               | Moreno Moser   | AST    | 1      |

| Górska – Lubenia |                    |        |        |
| Miejsce          | Zawodnik           | Zespół | Punkty |
| 1.               | Maxime Monfort     | LTS    | 5      |
| 2.               | Antwan Tolhoek     | LTJ    | 3      |
| 3.               | Tejay van Garderen | BMC    | 2      |
| 4.               | Moreno Moser       | AST    | 1      |

| Górska – Łany |                       |        |        |
| Miejsce       | Zawodnik              | Zespół | Punkty |
| 1.            | Maxime Monfort        | LTS    | 5      |
| 2.            | Antwan Tolhoek        | LTJ    | 3      |
| 3.            | Moreno Moser          | AST    | 2      |
| 4.            | Maximilian Schachmann | QST    | 1      |

| Lotna – Cieplińskiego |                    |        |        |
| Miejsce               | Zawodnik           | Zespół | Punkty |
| 1.                    | Tejay van Garderen | BMC    | 3      |
| 2.                    | Maxime Monfort     | LTS    | 2      |
| 3.                    | Antwan Tolhoek     | LTJ    | 1      |

| Górska – Łany |                    |        |        |
| Miejsce       | Zawodnik           | Zespół | Punkty |
| 1.            | Tejay van Garderen | BMC    | 5      |
| 2.            | Antwan Tolhoek     | LTJ    | 3      |
| 3.            | Rafał Majka        | BOH    | 2      |
| 4.            | Moreno Moser       | AST    | 1      |

## Wyniki etapu
| Miejsce | Zawodnik           | Państwo   | Zespół             | Czas       | Bon.  | Pkt. |
| ------- | ------------------ | --------- | ------------------ | ---------- | ----- | ---- |
| 1.      | Danny van Poppel   | Holandia  | Team Sky           | 2h 59' 44" | -10 s | 20   |
| 2.      | Luka Mezgec        | Słowenia  | Orica-Scott        | + 0"       | -6 s  | 19   |
| 3.      | Peter Sagan        | Słowacja  | Bora-Hansgrohe     | + 0"       | -4 s  | 18   |
| 4.      | Roberto Ferrari    | Włochy    | UAE Team Emirates  | + 0"       | —     | 17   |
| 5.      | Enrico Battaglin   | Włochy    | Team LottoNL-Jumbo | + 0"       | —     | 16   |
| 6.      | Niccolò Bonifazio  | Włochy    | Bahrain-Merida     | + 0"       | —     | 15   |
| 7.      | Daniel Oss         | Włochy    | BMC Racing Team    | + 0"       | —     | 14   |
| 8.      | José Joaquín Rojas | Hiszpania | Movistar Team      | + 0"       | —     | 13   |
| 9.      | Tomasz Marczyński  | Polska    | Lotto Soudal       | + 0"       | —     | 12   |
| 10.     | Łukasz Wiśniowski  | Polska    | Team Sky           | + 0"       | —     | 11   |

## Klasyfikacje po 5. etapie

### Klasyfikacja generalna
| Miejsce | Zawodnik             | Państwo         | Zespół           | Czas        |
| ------- | -------------------- | --------------- | ---------------- | ----------- |
|         | Peter Sagan          | Słowacja        | Bora-Hansgrohe   | 18h 41' 27" |
| 2.      | Dylan Teuns          | Belgia          | BMC Racing Team  | + 14"       |
| 3.      | Rafał Majka          | Polska          | Bora-Hansgrohe   | + 20"       |
| 4.      | Wilco Kelderman      | Holandia        | Team Sunweb      | + 24"       |
| 5.      | Odd Christian Eiking | Norwegia        | FDJ              | + 31"       |
| 6.      | Domenico Pozzovivo   | Włochy          | Ag2r-La Mondiale | + 32"       |
| 7.      | Wout Poels           | Holandia        | Team Sky         | + 33"       |
| 8.      | Adam Yates           | Wielka Brytania | Orica-Scott      | + 33"       |
| 9.      | Sam Oomen            | Holandia        | Team Sunweb      | + 38"       |
| 10.     | Viczenzo Nibali      | Włochy          | Bahrain-Merida   | + 39"       |

### Klasyfikacja punktowa
| Miejsce | Zawodnik          | Państwo  | Zespół            | Punkty |
| ------- | ----------------- | -------- | ----------------- | ------ |
|         | Peter Sagan       | Słowacja | Bora-Hansgrohe    | 88     |
| 2.      | Danny van Poppel  | Holandia | Team Sky          | 76     |
| 3.      | Niccolò Bonifazio | Włochy   | Bahrain-Merida    | 51     |
| 4.      | Boy van Poppel    | Holandia | Trek-Segafredo    | 46     |
| 5.      | Roberto Ferrari   | Włochy   | UAE Team Emirates | 43     |

### Klasyfikacja górska
| Miejsce | Zawodnik        | Państwo   | Zespół                | Punkty |
| ------- | --------------- | --------- | --------------------- | ------ |
|         | Maxime Monfort  | Belgia    | Lotto Soudal          | 25     |
| 2.      | Maciej Paterski | Polska    | CCC Sprandi Polkowice | 17     |
| 3.      | Diego Rosa      | Włochy    | Team Sky              | 12     |
| 4.      | Antwan Tolhoek  | Holandia  | Team Sky              | 11     |
| 5.      | Jack Haig       | Australia | Orica-Scott           | 10     |

### Klasyfikacja najaktywniejszych
| Miejsce | Zawodnik          | Państwo  | Zespół                | Punkty |
| ------- | ----------------- | -------- | --------------------- | ------ |
|         | Bert-Jan Lindeman | Holandia | Team LottoNL-Jumbo    | 10     |
| 2.      | Adrian Kurek      | Polska   | CCC Sprandi Polkowice | 9      |
| 3.      | Jan Tratnik       | Słowenia | CCC Sprandi Polkowice | 7      |
| 4.      | Martijn Keizer    | Holandia | Team LottoNL-Jumbo    | 6      |
| 5.      | Maciej Paterski   | Polska   | CCC Sprandi Polkowice | 5      |

### Klasyfikacja drużynowa
| Miejsce | Zespół            | Państwo                      | Czas        |
| ------- | ----------------- | ---------------------------- | ----------- |
| 1.      | Bora-Hansgrohe    | Niemcy                       | 47h 09' 18" |
| 2.      | Movistar Team     | Hiszpania                    | + 24"       |
| 3.      | Lotto Soudal      | Belgia                       | + 45"       |
| 4.      | UAE Team Emirates | Zjednoczone Emiraty Arabskie | + 1' 42"    |
| 5.      | Quick-Step Floors | Belgia                       | + 1' 46"    |